# Красная вишня
«Красная вишня» (кит. 红樱桃) — китайско-российский фильм 1995 года режиссёра Е Даиня.
Фильм — лидер проката 1995 года в Китае. Лауреат национальной премии КНР за достижения в кинематографе «Золотой петух» (1996) в категории «Лучший фильм», на Шанхайском кинофестивале (1995) актриса Го Кэюй получила приз «За лучшую женскую роль» и удостоена премии «Сто цветов».
Фильм заявлялся от Китая на кинопремию «Оскар» (1996) в категории «Лучший фильм на иностранном языке», но не был принят в качестве номинанта.

## Сюжет
История двух китайских детей в период Великой Отечественной войны. В основе реальная история, прототип героини — Чжу Минь, дочь генерала Чжу Дэ.
1940 год, в школу-интернат для иностранных детей в Иваново приезжают двое китайских детей: 13-летняя девочка Чучу и 12-летний мальчик Ло Сяо-ман. Дети китайских комунистов — участников Великого похода, они видели зверства гоминьдановцев, отец Чучу был казнён Чан Кайши.
Дети осваиваваются на новом месте, находят новых друзей, учат русский язык.
В июне 1941 года группа детей, включая Чучу, отправляется в летний детский лагерь в Белоруссии в сопровождении своей учительницы Веры. Сяо-ман остаётся в Иваново. Нацисты вторгаются в Советский Союз.
Ло Сяо-ман при эвакуации интерната из Иваново теряется и оказывается беспризорником в Москве, где находит работу при военкомате разносчиком скорбных вестей — похоронок семьям погибших советских солдат. В одной из кваритир он обнаруживает умершую женщину, а рядом с ней ребёнка — маленькую девочку Надю, которая ещё не осознала смерть матери. Ло Сяо-ман берёт на себя заботу о Наде. Сяо-мань пытается вступить добровольцем в Красную Армию, но из-за своего юного возраста получает отказ. Но он найдёт способ уничтожить немцев, хотя и погибает сам.
Детский лагерь в Белоруссии оказывается на территории оккупированной немцами. Учительницу Веру нацисты убивают на глазах детей. Один из мальчиков, Карл, наполовину немец, помогает остальным сбежать. Немцы их быстро находят, Карл погибает, пытаясь защищаться, скрывавших детей крестьян немцы расстреливают, а Чучу, как экзотический подарок, посылают генералу фон Дитриху для работы азиатской служанкой в нацистской штаб-квартире. Генерал — эстет, и имеет оригинальное хобби — рисунки на телах пленных девушек — нанесение татуировок… На спине Чу-Чу он делает татуировку нацистского орла со свастикой.

## В ролях
- Го Кэюй — Чу Чу
- Сю Сяоли — Сяо Ман
- Даниил Белых — Карл, воспитанник интердома
- Игорь Ледогоров — Ваткин, директор интердома
- Юлия Тархова — Вера, учительница
- Вячеслав Бутенко — фон Дитрих, немецкий генерал
- Лянка Грыу — Надя
- Ерванд Арзуманян — председатель
- Наталья Крачковская — тётя Тоня
- Александр Сажин — дядя Лёня
- Валентина Березуцкая — слепая мать солдата
- Елена Курицына - девушка с татуировками
- Вадим Вильский — пленный старик
- Владимир Незнанов — полковник Красной армии
- Михаил Негин — Василий, лейтенант
- Виталий Юшков — советский солдат
- Владимир Ильин-Королев — Е Да Инь
- Анатолий Петченко — Дудин
- Любовь Омельченко — барышня Штис
- Дмитрий Бузылёв-Крэцо — цыган Маку
- Олег Мокшанцев — полковой священник
- Анжела Белянская — эпизод

## Съёмки
Съемки велись в Ростове, монастырь используемый немцами под штаб изображают Ростовский кремль и Спасо-Яковлевский монастырь.